# مضيق هدسون

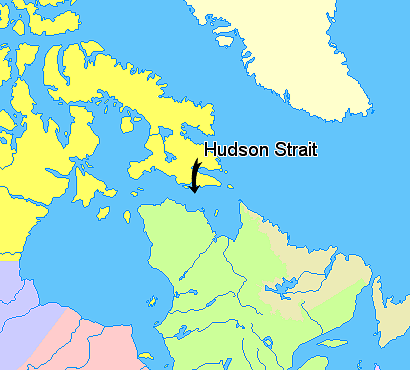
مضيق هدسون

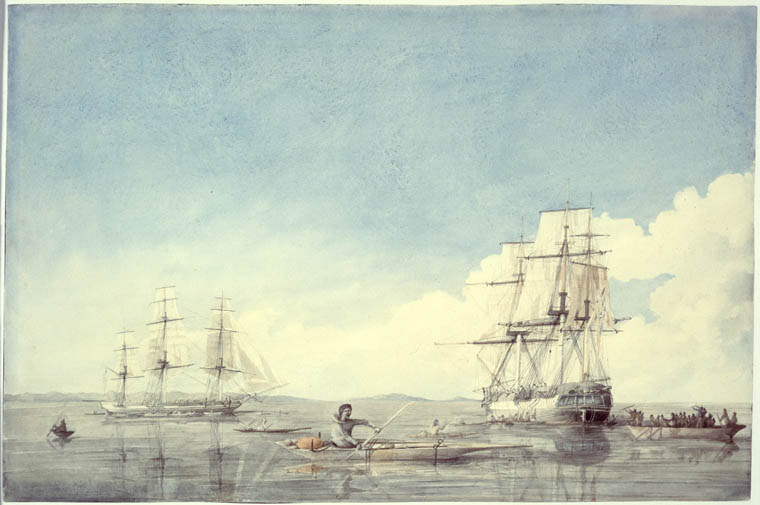
سفينة "أمير ويلز" التابعة لشركة خليج هدسون تقايض البضائع مع الاسكيمو قبالة جزر الهمجي العليا في مضيق هدسون، بواسطة هود روبرت 1819م

مضيق هدسون (بالإنجليزية: Hudson Strait)‏: ذراع ممتد من المحيط الأطلسي الي خليج هدسون في كندا. ويقع المضيق بين جزيرة بافين والساحل الشمالي لمدينة كيبيك.
يبلغ طول مضيق هدسون 450 ميلا (724 كيلومترا) فيما يترواح عرضة بين 40-150 ميل (65-240 كم)
يكون المضيق صالح للملاحة فقط خلال أواخر فصل الصيف وأوائل فصل الخريف، ووبأمكان كاسحات الجليد المرور طوال العام.
تم استكشاف المضيق جزئيا في 1578م من قبل المستكشف الإنجليزية مارتن فوربيشر (Frobisher) ولكن الاكتشاف الحقيقي للمضيق كات عام 1609م على يد المستكشف البريطاني هنري هدسون. حيث أصبح بعدها الطريق الرئيسي لشركة خليج هدسون للمقايضة، حيث استخدم تجاريا لمدة 3 قرون، ولعب دورا مهما في التجارة وخصوصا تجارة الفراء، ووفر مضيق هدسون الوصول إلى قلب كندا عن طريق البحر.